# Afvalkoers

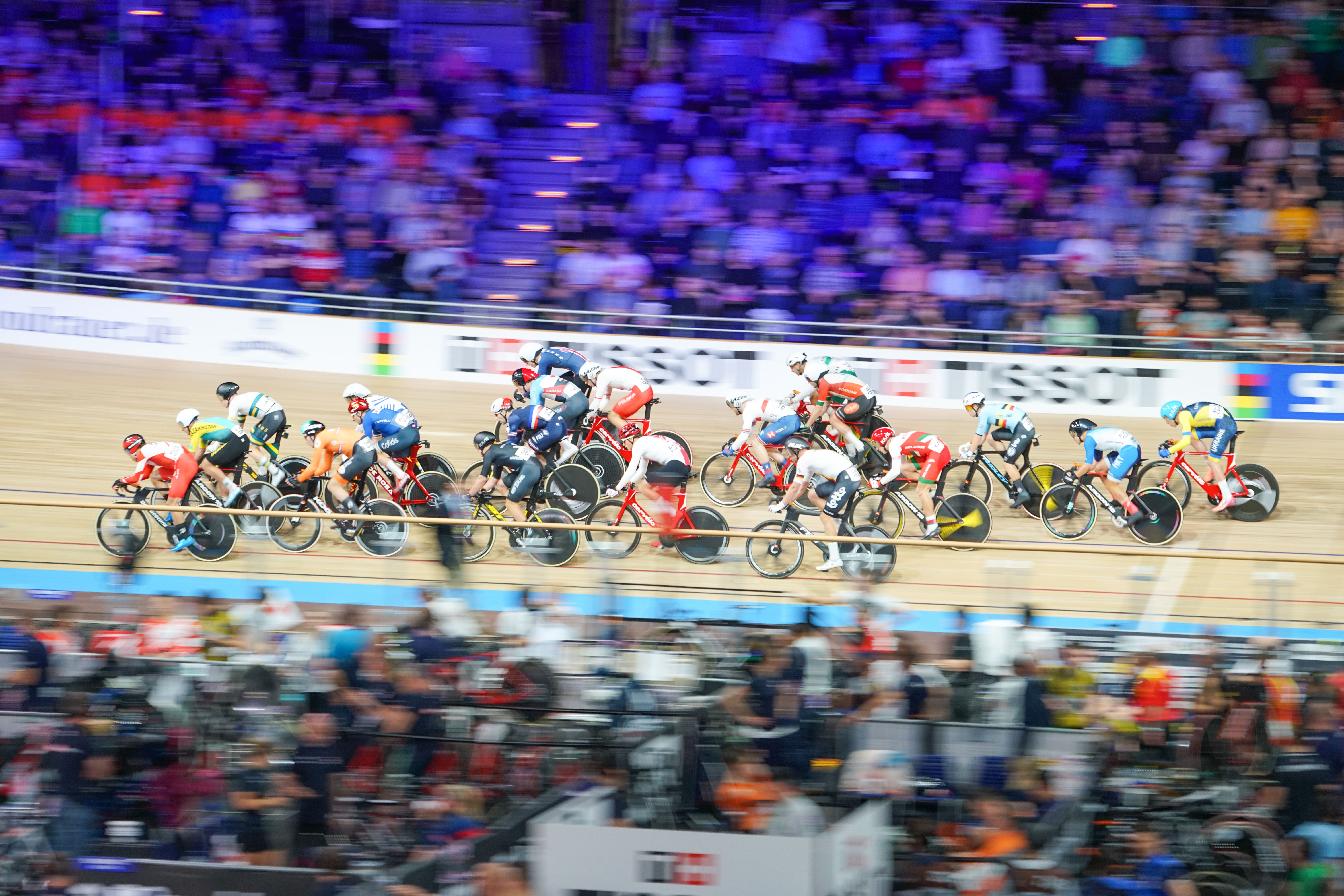
Bij de afvalkoers wordt vooral gekeken naar wie het laatst over de streep gaat.

De afvalkoers of eliminatierace is een discipline van het baanwielrennen, het marathonschaatsen en inline-skaten. Bij de afvalkoers starten alle wielrijders of schaatsenrijders tegelijk en valt tijdens de race telkens de laatste rijder af, tot er twee overblijven die om de winst sprinten.
Er zijn veel verschillende variaties bij afvalkoersen. Er kan individueel of met koppels worden gereden; er kunnen op het einde van een afvalronde één of meerdere rijders uit de wedstrijd worden genomen; de afvalronde kan elke ronde zijn of eens per x aantal rondes; enzovoorts.

## Baanwielrennen
De afvalkoers wordt verreden als onderdeel van het Omnium of als aparte discipline. Om te bepalen welke renner afvalt, wordt gekeken naar het achterste eind van het laatste wiel dat de streep passeert. Komen twee rijders tegelijk over de finish, dan kan er ook besloten worden om niemand uit de race te halen. Bij een valpartij wordt de race geneutraliseerd tot de gevallen rijders (indien mogelijk) weer bij het peloton aansluiten.
Een videoanalyse van vier internationale afvalkoersen leerde dat de gemiddelde snelheid van het peloton tot 30 van de 50 ronden, met 52,2 +/- 1,5 km/u,  relatief hoog en gelijkmatig was. In het laatste deel met minder dan tien rijders, veranderde de snelheid significant naar 49,9 +/- 2,4 km/u met meer variatie in snelheid van 33,7 tot 61,6 km/u. Succesvolle (top 6) rijders bleven in het midden van het peloton. Zo liepen ze geen kans om af te vallen of om zich op kop uit te putten. De afvallers reden vaker achteraan en aan de binnenkant van de baan. Om naar voren te komen reden ze vaker hoog in de baan, waardoor ze meer meters moesten maken en harder moesten rijden. Winnaars en afvallers bewogen in verschillende patronen door het peloton. Om de afvalrace te winnen moet een rijder van alle markten thuis zijn: uithoudingsvermogen, sprint, stuurtechniek en tactisch inzicht zijn allemaal belangrijk.

### De regels van de koers
Voor de start vormen de rijders twee lange rijen: de helft stelt zich op aan de binnenkant van de baan en de andere helft langs de railing. De race wordt vooraf gegaan door een geneutraliseerde ronde met een gematigde snelheid, waarna een vliegende start volgt.  Op banen korter dan 200 meter wordt elke derde ronde een afvalronde, op banen tot 333,33 meter is elke tweede ronde een afvalronde, en op banen die langer dan 333,33 meter zijn is elke ronde een afvalronde. Dit wordt telkens aangegeven met een belsignaal.
Bij elke afvalsprint valt de laatste rijder af. Het heeft geen zin om een ronde in te halen, want die geeft geen vrijgeleide in de afvalsprint. Valt een of meerdere rijders uit of worden zij gedubbeld, dan zijn zij bij de volgende afvalronde de afvallers. De jury kan in bepaalde gevallen, bijvoorbeeld bij gevaarlijk gedrag als botsen of het loslaten van het stuur, ook een rijder aanwijzen als afvaller. Als na een halve ronde nog niet duidelijk is wie uitvalt, bijvoorbeeld bij een niet in te schatten fotofinish, dan wordt bij de start/finish een groene vlag getoond en valt niemand af. Stapt een afvaller niet uit de race, dan kan de jury de race neutraliseren om de weigeraar eruit te halen.
Neutralisaties worden aangegeven met een gele vlag. Op TV is dan ook dan de tekst "Race Neutalised(race geneutraliseerd)" links onderin het scherm te zien. Wordt er gevallen tijdens de race, dan kan de race meteen worden geneutraliseerd voor maximaal (het dichtst bij) 1250 meter, om de betrokken rijders terug te laten keren in de groep. Zijn alle rijders betrokken, dan krijgen de rijders maximaal 3 minuten om weer in de wedstrijd te stappen. Als alle rijders terug zijn, of de tijd of afstand is verstreken, dan wordt de gele vlag teruggetrokken en een startschot afgevuurd. Hierbij verdwijnt op TV ook te tekst "Race Neutralised" van het scherm. De rijders die niet terugkeren worden als afvallers geclassificeerd, uitgaande van de positie op het moment van uitvallen. Zijn slechts vier of minder rijders over, dan wordt de wedstrijd zonder neutralisatie uitgereden of geclassificeerd.
Afvallers worden in omgekeerde volgorde gerangschikt. De eerste afvaller zal dus als laatste eindigen. De laatste twee rijders sprinten om de zege en daarbij wordt wel naar het voorste wiel gekeken.

### Geschiedenis
- In 2009 voegde de UCI de afvalkoers toe aan het Omnium als zesde onderdeel.[2] Omnium winnaars finishen gemiddeld op plaats 6 in de afvalkoers.[4]
- Vanaf 2012 wordt de afvalkoers gereden tijdens de Olympische Spelen, als onderdeel van het Omnium. De winnaar van de afvalkoers verdient dus geen Olympische medaille voor het onderdeel.
- In 2015 stond de afvalkoers voor het eerst als apart nummer op het programma van de Europese Kampioenschappen Baanwielrennen.
- In 2020 werd de afvalkoers voor het eerst ook apart bij de Wereldkampioenschappen Baanwielrennen verreden. Dit was te danken aan de populariteit van het onderdeel.[5]